# Замбези (национальный парк)
Национальный парк Замбези (англ. Zambezi National Park) — национальный парк в Зимбабве, расположенный вверх по течению от водопада Виктория на реке Замбези. Он был отделен от национального парка Викториа-Фолз в 1979 году и имеет площадь 56 000 гектаров (140 000 акров). Парк разделен пополам дорогой на Казунгулу, разделив его на прибрежную сторону и сторону Чамабонда Влей. Большая часть парка находится в экорегионе лесов Замбезии и Мопане, а небольшая часть на юге находится в лесах Замбезии.

## Фауна
В национальном парке Замбези обитает множество крупных млекопитающих, включая африканского слона, льва, капского буйвола и леопарда. Помимо этих харизматичных представителей «большой пятерки» существуют стада чёрной антилопы, обыкновенной канны, обыкновенной зебры, южного жирафа, большого куду, водяного козла и импалы. Кроме того, здесь можно увидеть множество видов более мелких диких животных.
В парке зарегистрировано более 400 видов птиц. К числу фирменных птиц парка относятся сова-рыболов Пеля, африканский скиммер, пальмовый дрозд, сокол-ланнер, цапля-голиаф, африканский лапчатоног, белошейная тиркушка и длиннопалый чибис. Помимо птиц и наземных животных, в парке обитает 75 видов рыб, в том числе знаменитая тигровая рыба.

## Туризм
Небольшой (но очень живописный) национальный парк Замбези — отличное место для однодневной поездки от водопада Виктория, поскольку он расположен рядом с ним. Внутри парка также есть несколько домиков с видом на реку Замбези, предлагающих настоящий отдых в лесу. Регулярно можно увидеть слонов и буйволов, а также жирафов и зебр. Здесь обитает большое разнообразие антилоп, включая водяного козла, импалу и sable.
Самый простой способ добраться до национального парка Замбези — через реку Замбези-Гейм-Драйв, которая представляет собой разветвленную сеть дорог вдоль берегов Замбези, доступ к которой осуществляется через главные ворота. Существует 25-километровый гейм-драйв Чамабондо, который может привести посетителя в более дикую южную часть парка и который начинается в 5 км к югу от города Виктория-Фолс; недалеко от дороги А8.